# テンカウント
『テンカウント』（英題：「10 COUNT」または「10 count」）は、宝井理人による日本の漫画作品。2013年7月から2017年11月まで『ディアプラス』誌（新書館、2013年8月号 - 2017年12月号）に連載された。2022年10月時点で累計発行部数は280万部を突破している。
不潔恐怖症の主人公とカウンセラー（臨床心理士）の青年との恋愛を描いたボーイズラブ作品で、タイトルは主人公が治療のためにクリアしなければならないとされる10項目を意味している。国内外問わずBL関連のランキングに入賞するなど人気を博し、日本語以外にも複数言語の翻訳本が出版されている。また、2014年以降はドラマCD、ゲームなどメディアミックス化が行われている。

## あらすじ
社長秘書の城谷忠臣（しろたに ただおみ）は、穏やかな笑顔の陰に、幼少時のトラウマを抱えていた。有能な秘書として社長の信頼を得ながらも、他人と深く関わることを避ける城谷。しかし、ある事故をきっかけに、カウンセラー（臨床心理士）の黒瀬陸（くろせ りく）と出会う。やがて黒瀬から城谷への個人的なカウンセリングが始まり、2人の関係は禁欲と官能の狭間で危うい変化を見せ始める。

## 登場人物
城谷 忠臣（しろたに ただおみ）
声 - 立花慎之介、吉田麻実（幼少期）
本作の主人公。株式会社東澤の社長秘書。不潔恐怖症である。職場では有能で、社長の信頼を得ている。人当たりは穏やかで丁寧であり、年下の黒瀬に対しても敬語を使う。この世にあるものは全て汚いと感じ、人とすれちがうだけでもビクビクするなど、息苦しい日々を過ごしてきた。常に他人と距離をとり、治癒を諦めていたが、黒瀬に出会って、自分を変えたいと願うようになる。潔癖な心とは裏腹に、黒瀬の手によって官能に目覚めていく。
身長は170cmそこそこ（自称）であること、一人っ子であること、高校では全国レベルの帰宅部だったこと、連載開始時の年齢が31歳かつ魔法使いであったことが、作者のツイッターで明かされている。作中での時間経過により、単行本4巻の後半では32歳と推定される。
黒瀬 陸（くろせ りく）
声 - 前野智昭、斎賀みつき（幼少期）
島田心療内科に勤務する臨床心理士。路上で人助けしたことを機に、城谷と知り合う。初対面で城谷が不潔恐怖症（黒瀬いわく「潔癖症」）であることを見抜き、城谷が治療に取り組むきっかけを作る。城谷が悩んだ末に訪れた心療内科が偶然にも黒瀬の勤務先であったことから、黒瀬の特別なカウンセリングが始まる。
身長は180cm後半であること、一人っ子であること、高校では陸上部（短距離）に所属していたこと、連載開始時の年齢が26歳であったことが、作者のツイッターで明かされている。作中での時間経過により、単行本4巻の後半では27歳と推定される。
三上 健（みかみ たける）
声- 福島潤
城谷の同期で営業部の社員。城谷にとって「俺のことを理解してくれる数少ない友人」である。
倉本（くらもと）
声- 千葉一伸
社長
夏屋 志姫（なつや しき）
声- 松岡禎丞
ゲームオリジナルキャラ。島田心療内科院長の連載コラム担当編集者。おとなしく控えめ。優しく、少しお人好しな部分があるが、非常に真面目でスケジュール管理には厳しい。城谷の高校の同級生で、仕事で診療所を訪れた際に黒瀬と出会い、城谷とも再会するが、城谷への態度はどこかよそよそしい。不破に対しては苦手意識を持っている。
不破 雅也（ふわ まさや）
声-佐藤拓也
ゲームオリジナルキャラ。黒瀬の後輩研修医。ワンコ系コミュ力おばけ。潜在能力は高く、ある程度のことはソツなくこなしてしまう。根は真面目で仕事にも真摯だか、人をからかって反応を見るのを楽しむような一面も。城谷は知らないが、かつて城谷のある姿を見て以来崇拝じみた感情を抱いており、島田心療内科で偶然再会した城谷に強い関心をいだいている。

## 10項目のリスト
黒瀬が提案した治療法「曝露反応妨害法」で用いるリスト。「抵抗がある行為」を、抵抗が弱い順に1から10まで書き出して一覧にしたものである。城谷にとって「少し努力すればできそうなこと」を1項目めに挙げ、城谷が「これは絶対にできないと思うこと」を10項目めに挙げて、順に並べる。1項目めから実践していき、城谷が10項目めをクリアする頃には完治が期待できると黒瀬が告げている。
1. ドアノブに触る
2. 自分の私物に他人が触る
3. 本屋で本を買う
4. 電車のつり革を持つ
5. 飲食店で食事をする
6. 素手で人と握手をする
7. 他人の私物を消毒せずに持ち歩く
8. 飲み物のまわし飲み
9. 部屋に他人が入る
10. （1話の時点で未記入）

## 書誌情報
- 宝井理人 『テンカウント』 新書館〈ディアプラス・コミックス〉、全6巻
  1. 2014年3月30日発売、ISBN 978-4-403-66419-9
  2. 2014年9月30日発売、ISBN 978-4-403-66440-3
  3. 2015年2月28日発売、ISBN 978-4-403-66461-8
  4. 2015年10月30日発売、ISBN 978-4-403-66491-5
  5. 2016年8月30日発売、ISBN 978-4-403-66514-1
    - 『黒瀬陸×城谷忠臣にいてんごフィギュアセットつき特装版』同日発売、ISBN 978-4-403-69002-0

  6. 2018年3月26日発売、ISBN 978-4-403-66621-6

## ドラマCD
新書館のDEAR+ CD COLLECTIONより発売。
- 1. 2014年12月18日
count.1〜count.6
キャストトーク
[番外編]黒瀬くんと城谷さんとアンドロイド？
- 2. 2015年5月29日
≪収録内容≫
count.7〜count.12
キャストトーク
[番外篇]黒瀬くんと城谷さんと洋服
[番外篇]黒瀬くんと城谷さんと敬称
[番外篇]黒瀬くんと城谷さんと厳しい冷え込み
- 3. 2016年1月14日
≪収録内容≫
count.13〜count.18
キャストトーク
[番外篇]黒瀬くんと城谷さんと移動中
[番外篇]黒瀬くんと城谷さんと食事
[番外篇]黒瀬くんと城谷さんとおみやげ
- 4. 2016年7月14日
≪収録内容≫
count.19〜count.24
キャストトーク
[番外篇]黒瀬くんと城谷さんと指相撲
[番外篇]黒瀬くんと城谷さんとサラサラ
[番外篇]黒瀬くんと城谷さんとTake2
[番外篇]黒瀬くんと白いねことさば缶
- 5. 2017年3月23日
≪収録内容≫
count.25〜count.33
キャストトーク
[番外篇]黒瀬くんと城谷さんと葛藤
[番外篇]黒瀬くんと城谷さんとメール
- 6. 2018年8月31日

- アニくじA賞ミニドラマCD. 2015年12月4日
（脚本書き下ろし）
- 『ディアプラス 2015年2月』付録CD
≪収録内容≫
[番外編]ねことしろたにさん
[番外編]黒瀬くんと城谷さんと花粉症
[番外編]黒瀬くんと城谷さんと手袋
[番外編]黒瀬くんと城谷さんと弱点
[番外編]黒瀬くんと城谷さんと変な顔？
[番外編]キャストコメント
- 『ディアプラス 2015年8月』付録CD
≪収録内容≫
[番外編]黒瀬くんと城谷さんとネクタイ
[番外編]黒瀬くんと城谷さんと言葉責め
[番外編]黒瀬くんと城谷さんと翌朝
[番外編]キャストコメント
- 『ディアプラス 2016年3月』付録CD
≪収録内容≫
[番外編]黒瀬くんと城谷さんと膝の上
[番外編]黒瀬くんと城谷さんとごはん
[番外編]黒瀬くんと城谷さんと待ち合わせ
[番外編]キャストコメント
- 『ディアプラス 2017年4月』付録CD
≪収録内容≫
[番外編]黒瀬くんと城谷さんと遺伝子
[番外編]黒瀬くんと城谷さんとお酒
[番外編]黒瀬くんと城谷さんと手荒れ

## アニメ（制作中止）
2019年3月23日に本作のテレビアニメ企画が発表され、2020年に放送予定とされたが、のちに放送延期と展開形態の再検討が発表された。
その後、劇場アニメとして2023年に公開されることが発表されたが、2024年に「制作上の都合」を理由として制作中止が発表された。これに伴い、公式サイトやX（旧Twitter）は閉鎖される。

### スタッフ
- 原作 - 宝井理人[1]
- 監督・脚本 - 外山草[1]
- キャラクターデザイン - 島崎知美[1]
- アニメーション制作 - イーストフィッシュスタジオ、SynergySP[1]
- 配給 - ポニーキャニオン[1]
- 製作 - テンカウント製作委員会[1]

## 関連情報

### スマートフォンゲーム
- 「テンカウント another days for Ameba」アリスマティック（2018年3月22日リリース、2019年10月31日サービス終了）
- 「テンカウント for App react」 アリスマティック（2019年1月7日リリース、2020年6月30日配信終了)

### フィギュア
スケールフィギュアとねんどろいどが発売される。
- 1/8スケールフィギュア　B-style　城谷忠臣バニー（FREEing）
- 1/8スケールフィギュア　B-style　黒瀬陸バニー（FREEing）
- ねんどろいど　城谷忠臣（FREEing）
- ねんどろいど　黒瀬陸（FREEing）

### イベント

#### Double 10 Count - Secret Party
宝井理人のデビュー10周年を記念して"Double 10 Count - Secret Party"が開催された。
- 東京会場　2017年3月10日(金)〜2017年4月2日(日)　於: 原宿 AREA-Q
- 大阪会場　2017年11月1日（火）〜2017年11月12日（日）　於: 天満ガーデン

#### サイン会
単行本の発売を記念して、下記の日程でサイン会が開催された。
- 第1巻発売記念　2014年4月12日(土)　於:アニメイト池袋本店
- 第2巻発売記念　2014年10月11日(土)　於:アニメイト新宿店
- 第3巻発売記念　2015年3月22日(日)　於:アニメガ新宿マルイアネックス店

#### コラボカフェ
「Blanc de Noirs」と題したコラボカフェが展開されている。
- 第1弾　2015年12月20日(日)～1月15日　於:広島　ギャラリー＆カフェ Book Labyrinth(コミコミスタジオ）
- 第2弾（2会場で開催）
東京会場　2016年8月21(日)〜9月9日(金)　於:町田コミコミスタジオ
広島会場　2016年9月8日(木)〜9月23日(金)　於:広島　ギャラリー＆カフェ Book Labyrinth(コミコミスタジオ）]
- 第3弾　2018年2月22(木)〜3月28日(水)　於:町田コミコミスタジオ

## 受賞
- 「全国書店員が選んだおすすめBLコミック2015」第1位[9][10][11]
- 「全国書店員が選んだおすすめBLコミック2016」第1位[12][13][14]
- 「BLアワード2015」コミック部門ランキング第1位[15][16]
- 『このBLがやばい！』2016年度ランキング第1位[17][18]
- 「SUGOI JAPAN Award 2017」漫画部門第3位[19][20][21]